# Referendo de Darfur em 2016
Um referendo sobre o status administrativo de Darfur, no Sudão, foi realizado de 11 a 13 de abril de 2016. Foi originalmente agendado para 1 e 2 de julho de 2011, mas foi adiado. O Acordo de Paz de Darfur assinado em maio de 2006 incluiu a provisão para tal referendo a ser realizado em toda a região de Darfur para determinar o status permanente dessa região dentro da República do Sudão. O acordo também estabeleceu uma Autoridade Regional de Darfur para ajudar a administrar a região antes do referendo. O referendo foi sujeito a um boicote, levou a protestos estudantis e acusações de fraude eleitoral. Os resultados foram anunciados em 23 de abril de 2016 e foram favoráveis a manutenção do status quo. 

## Referendo
O referendo ofereceu aos residentes de Darfur duas opções:
- Unir os cinco estados de Darfur dentro de uma única região administrativa.

Ou
- Manter o status quo com Darfur sendo administrado como cinco estados separados.

Na cédula eleitoral, uma única casa foi usada como símbolo para a opção de região única e um grupo de cinco casas foi usado para representar a opção de cinco estados. 
O referendo decorreu ao longo de três dias, entre 11 e 13 de abril de 2016.

### Resultado
Os resultados foram anunciados em 23 de abril de 2016:
| Opção                                  | Votos     | %     |
| -------------------------------------- | --------- | ----- |
| Região única                           | 71.920    | 2.28  |
| Cinco estados                          | 3.081.976 | 97.72 |
| Total                                  | 3.207.596 | 100   |
| Eleitores registrados / comparecimento | 3.535.281 | 72.9  |
|                                        |           |       |